# 達西先生
費茨威廉·達西（英語：Fitzwilliam Darcy）是珍·奥斯汀最著名的小說《傲慢與偏見》裡的男主角，在小說裡被簡稱為「達西先生」。他態度冷漠、且為浪漫英雄的典型，並對《傲慢與偏見》另一位主人翁伊莉莎白·班內特抱有戀愛之情。小說裡幾乎是以伊莉莎白的視角講述。一開始伊莉莎白被描繪為具有同情心又活靈活現的女主角，達西則是非常的冷漠而薄情，直到小說後幾章，麗茲（伊莉莎白）才目睹--反諷的事件逐漸揭開了達西的本性和事情的真相。書裡的角色通常都以他的姓氏稱呼他為「達西」或「達西先生」，而他的名字「費茨威廉」在整本書裡只被提了兩次。

## 人物
在小說中，達西先生是一名富有的年輕紳士，每年收入有10, 000英鎊。他也是英格蘭德比郡彭伯里莊園的園主。當達西的朋友賓利開始熱切追求伊麗莎白的大姊珍·班內特時，達西表示不贊成他們在一起，並說服賓利以為珍對他根本沒有意思。另一方面，自從伊麗沙白與達西第一次邂逅時被達西輕蔑，以及後來達西阻止了賓利和珍的發展，令伊麗沙白非常討厭達西。可是，這反而導致達西被伊麗沙白深深吸引。達西在看不起班內特家族和愛慕伊麗沙白的矛盾中開始追求她。
當伊麗沙白拒絕了達西的求婚時，達西感到難以置信，同時間他也錯愕別人，特別是伊麗沙白認為他的舉止是多麼的傲慢無禮。於是他反省以前所做過的事，並決心要以自己的方法讓伊麗沙白明白他的敬慕和熱誠。達西收歛了自己的傲慢，又重新思量自己對賓利和珍之間的感情的態度。達西更自告奮勇從他不屑和有過節的喬治‧韋克瀚手中救出伊麗沙白最小的妹妹麗廸亞，又努力勸說喬治娶她。最終使麗廸亞不致因和喬治‧韋克瀚私奔而名譽掃地。達西不理會姨母凱瑟林‧德波夫人的強烈反對，而向伊麗沙白第二次求婚是小說的高潮。伊麗沙白接受了達西，而故事以伊麗沙白成為達西太太作結。
達西在故事中被描繪成外表上冷靜，而且帶有強烈的高傲性格，往往使人覺得他自高自大。達西拒人於千里之外的舉止，以及輕蔑身邊事物的做法，令他受伊麗莎白以及故事中大部分角色的討厭和非難。尤其當表面上親切而富有魅力的喬治‧韋克瀚一口咬定達西昔日曾有負於他時，大家自然取信喬治，而對達西產生更強烈的不滿。然而當真相一一被揭發出來後，大家就發現這些第一印象都錯得很嚴重。達西外表上自高自大的性格遮蓋了他的真誠、雅量、富同情心而忠實的本性。此外，喬治後來被發現是不可信的偽君子，並被揭發出原來是他有負於達西。至於達西阻止賓利和珍的發展其實是出於他對朋友誠懇的關切，而不是懷有惡意的。

## 扮演過達西先生的演員
- 勞倫斯·奧利維爾(Laurence Olivier)於1940年電影版本《傲慢與偏見》裡飾演達西。
- 大衛·瑞托(David Rintoul)於1980年BBC電視版本《傲慢與偏見》裡飾演達西先生。
- 柯林·弗斯(Colin Firth)於1995年BBC電視版本《傲慢與偏見》裡扮演達西先生。柯林的演出啟發了海倫·菲爾丁創作出小說《BJ單身日記》及《BJ單身日記：愛你不愛你》內的男主角馬克·達西。其後柯林·弗斯在兩部同名電影中飾演馬克·達西一角。
- Orlando Seale 於 2003年改編電影《Pride and Prejudice, a latter day comedy 》中飾演現代版的達西
- 馬丁·漢德森(Martin Henderson)於2004年電影《新娘與偏見》中飾演寶萊塢版的達西。
- 馬修·麥迪恩(Matthew Macfadyen)於2005年電影版本《傲慢與偏見》裡飾演達西。
- 山姆·萊利(Sam Riley)於2016年電影《傲慢與偏見與殭屍》裡飾演達西。

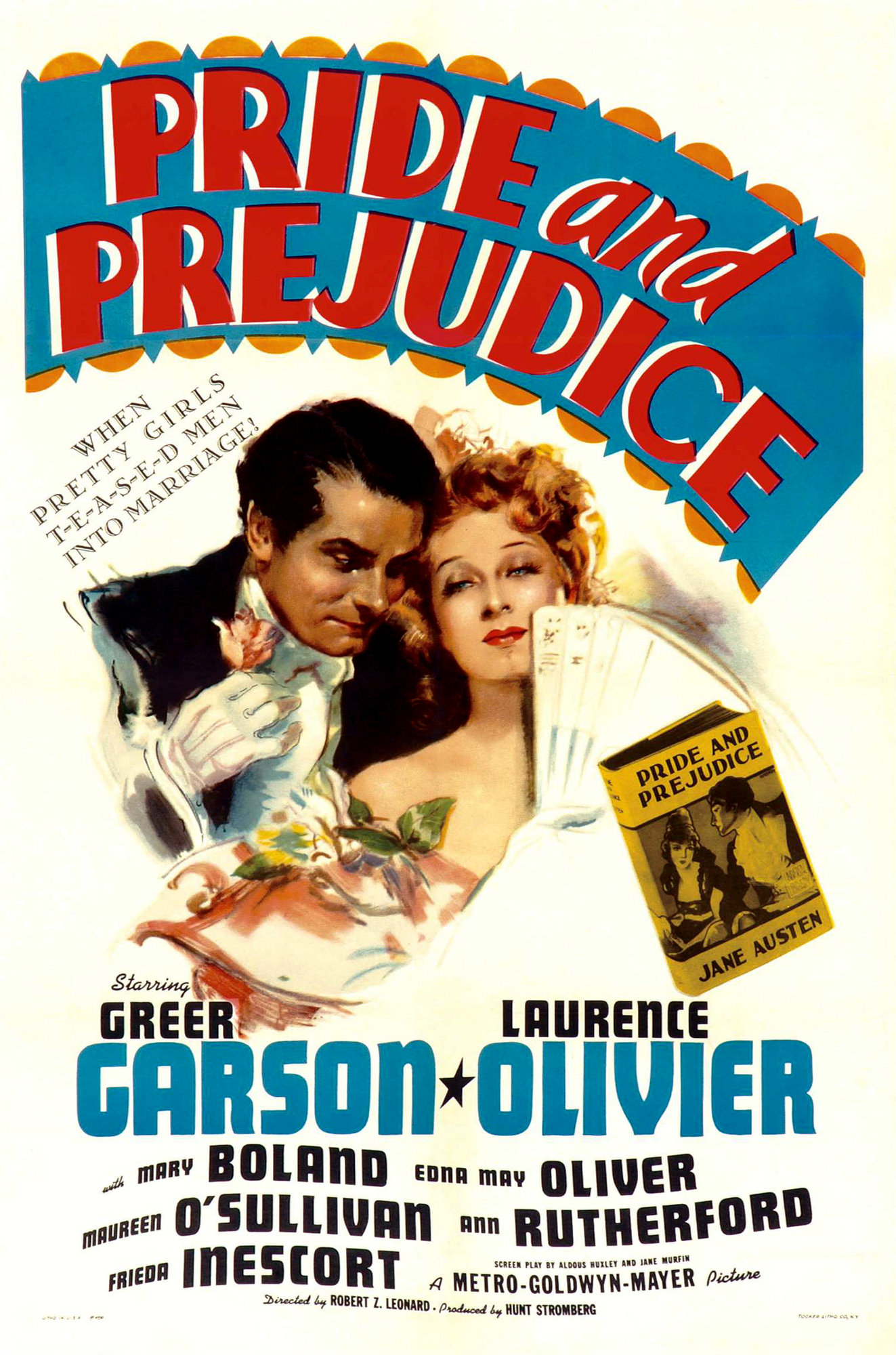
劳伦斯·奥利弗和葛丽亚·嘉逊在1940年版本中扮演达西和伊丽莎白。

## 分析
達西先生起初是個驕傲以及傲慢自大的人，特別對於那些他認為社會階級比較低的人，他顯然認為，不管是等級或身邊的血親都比他們還要高等，所以他並不想要與那些人們有所互動。這件事也可以在梅里屯的公共舞會看出端倪--幾乎所有的舞會，他都和群眾保持一定的距離，因為他不認為那些人有需要深交的價值。在那場梅里屯的舞會，他不想和舞會上任何女孩跳舞，因為那些女孩的階級和才貌都在他之下。不過他對於同個階級的人倒是相當的照顧、秉持善意兼敬意。舉例來說，達西作為賓利忠實的朋友，很義氣的把他從一段不好的婚姻拯救出來。他的傲慢在第一次對伊莉莎白的求婚相當顯而易見，比起表達出的愛意更多是強烈的自尊心，不過自從伊莉莎白的出現，他收斂了他的自負與傲慢，因為他才發覺他的言行已經深深影響到了別人。
維維恩·瓊斯（Vivien Jones）點出達西英俊外貌、富有和原來的傲慢自大都向讀者表明，他是愛情小說的男主角。韋克翰不負責任的與麗迪亞的私奔的事件，才使得達西發覺他對韋克翰惡行保持沈默的責任。因為如果他提早揭露了韋克翰惡劣的人格，麗迪亞本該安全的。因此達西插手這件事，並安排好麗迪亞的婚事，儘管他個人的名譽有可能因此受損。
18世紀是一個「崇拜謙虛有禮」的時代，讚頌纖細、文雅、過分的禮貌和教養在所有美德之上。根據英國作家亞當·尼克森（Adam Nicolson）的所說「英國18世紀的氛圍裡，生命變得脆弱以及講究。那是在英國在任何一個時代，自古到今以來，都未曾達到的程度...就某種程度而言，人類自然流露的尊嚴被另類、變樣的洛可可式禮節所犧牲...在反英雄流行起來前些的時候，也正是精緻的感性失控的時期，人們適當的言行都變得像玩具一般。陽剛、或甚至存活的能力，事實上完全拋棄了受細膩感性之苦的人們」。就18世紀的觀念，男人被特別期待要和藹可親，以及取悅人心，所以寧願要一個男人說謊，也不要冒險說出一些可能冒犯的話。在19世紀早期，頑強、沈思的男性的版本開始變成流行，也成為達西先生角色參考的指標。亞當·尼克森形容賓利先生和達西先生的不同：「賓利先生是個18世紀的男人：英俊、年輕、令人喜愛、且令人愉悅的。他喜歡跳舞，相當的紳士、令人愉快、隨和和真摯，不過他並不能完全掌握自己的命運。而達西儀表堂堂、高大、英俊、高貴、驕傲、態度嚴峻且不為人喜愛的。他不屈從於別人，只有他自己可掌握他自己...達西是個19世紀的男人，他陽剛、絕不妥協、黑暗和性感。當然，這就是達西。小說最後以戀愛的他為作結」。不像18世的男性英雄極端的禮貌和不反抗的意志，達西先生的性格正是反映了英國對男性標準的變化，達西先生說任何他想說的話，其中也顯露了他的誠實和信用，隨後也變成浪漫時期人們歌頌的重點之一。達西先生在書中，為他的唐突無理對伊莉莎白道歉，他的真誠也透露著他由衷的心態轉變，而不光光是細膩又感性的人們加以潤飾、磨亮的字眼。更一般的來說，達西先生的個性不能忍受前一個世紀的浮華和膚淺的價值觀，更顯現出他未加工過的新型男子氣概。亞當·尼克森稱達西「維多莉亞時期嚴厲又不拘泥的男性典型已經被找到了」。尼克森總結說「這本小說牽涉隱含的為，他僅僅在禮教上並不完善，卻好過於那些客氣的禮貌...達西很安靜、黯淡和漠不關心，不過在這個新道德的宇宙裡都是被純粹的認可的」。尼克森更進一步的辯駁像達西這樣的性格，反映了浪漫時期英國的變化，也就是「關心可信度，自立根生為價值」的時代。